# هنر پارچه

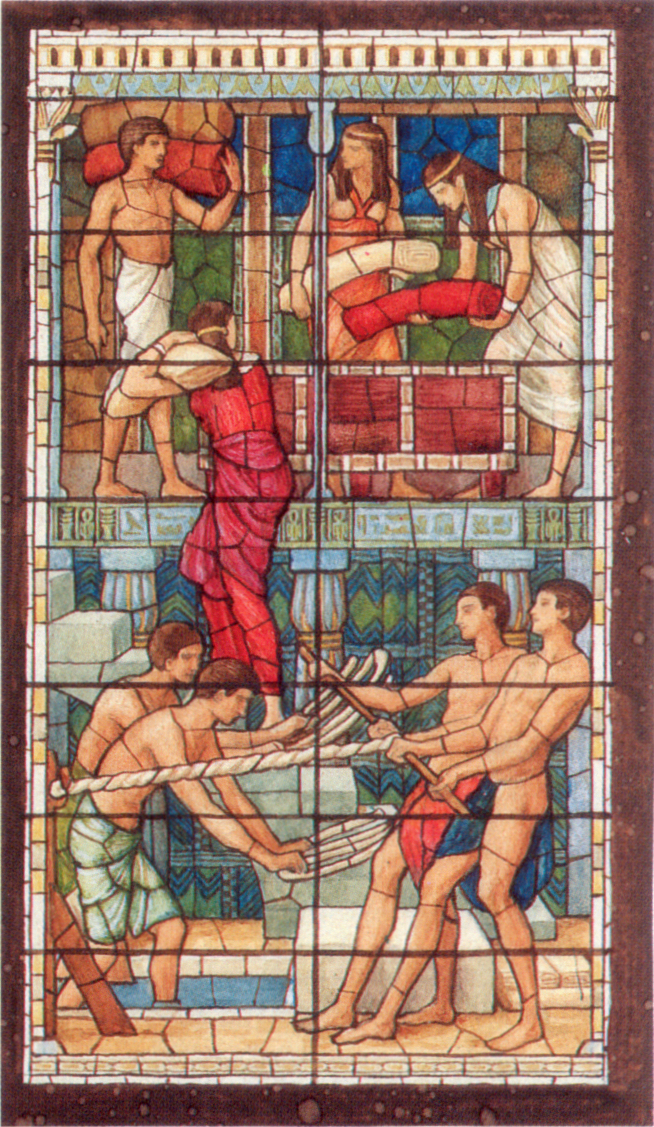
هنر نساجی در مصر باستان

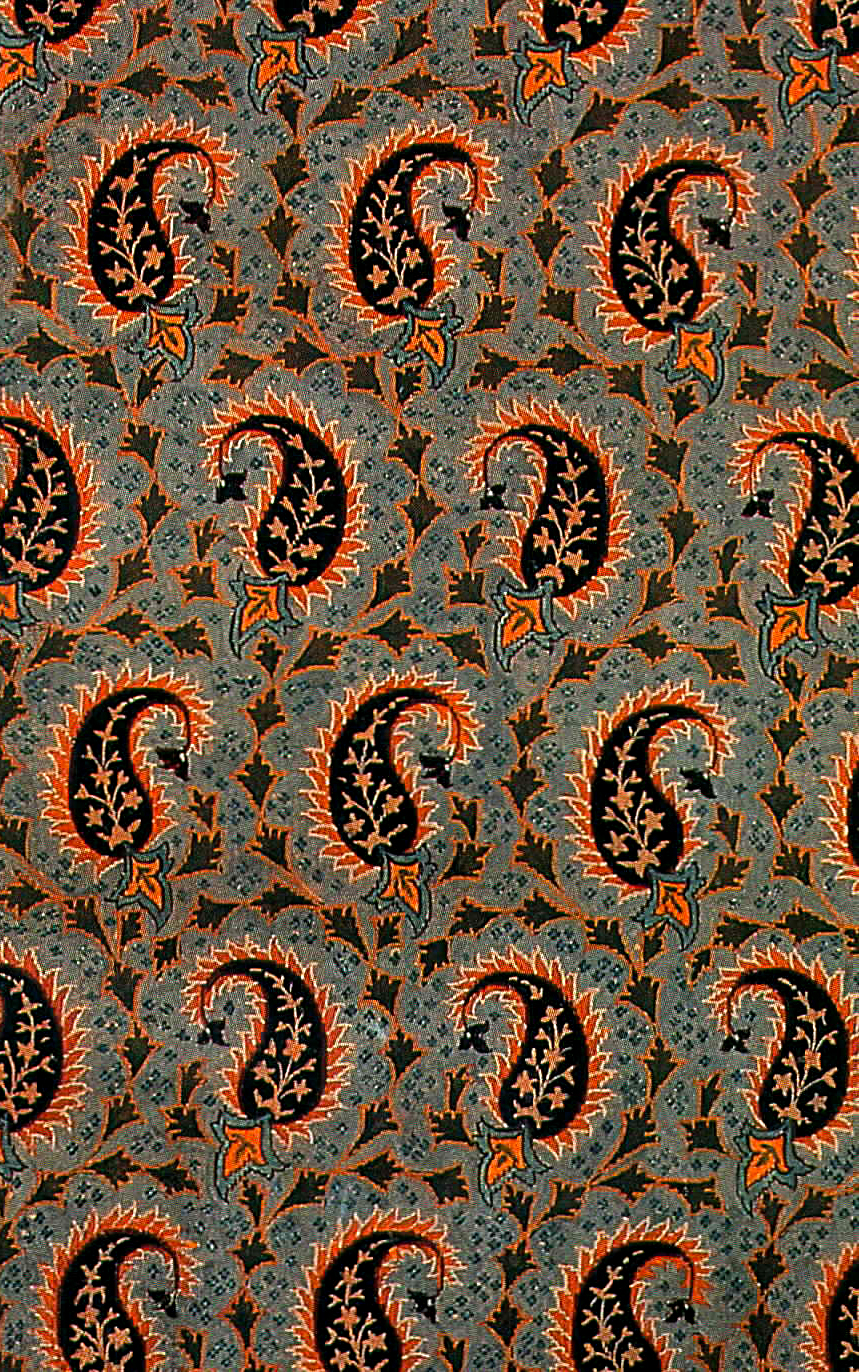
پارچه ابریشمی ایرانی

هُنر پارچه (انگلیسی: Textile arts) یا هُنر نساجی و صنایع دستی شیوه‌ای است رایج که با استفاده از گیاه، حیوان، یا الیاف مصنوعی برای ساختِ اشیاء کاربردی یا تزئینی کاربُرد دارد، پارچه‌ها یک بخشِ اساسی از زندگی انسان در آغاز تمدن بوده‌اند، روش‌های تولید و موارد استفاده از آن‌ها طی قرون مُتمادی بسیار گسترش یافته‌است در حالی که توابعِ تأثیر گرفته از منسوجات به همان شکل باقی مانده، تاریخ هُنرهای نساجی، در حقیقت، تاریخ تجارت بین‌الملل است، جادهٔ ابریشم، پارچه و ابریشم چینی را به هند و از آنجا به آفریقا و سپس به اروپا به ارمغان آورد، سلیقه برای استفاده از پارچه‌های لوکس وارداتی اعلا به قانون تعدیل هزینه در طول قرون وسطی و رنسانس مُنجر شد، انقلاب صنعتی، انقلابی از تکنولوژی منسوجات بود، ماشین پنبه پاک کن و قدرت جلوهٔ تولید مکانیزه مثل مادهٔ منفجرهٔ نیرومندی بود که این هُنر را تحت تأثیر قرار داد.

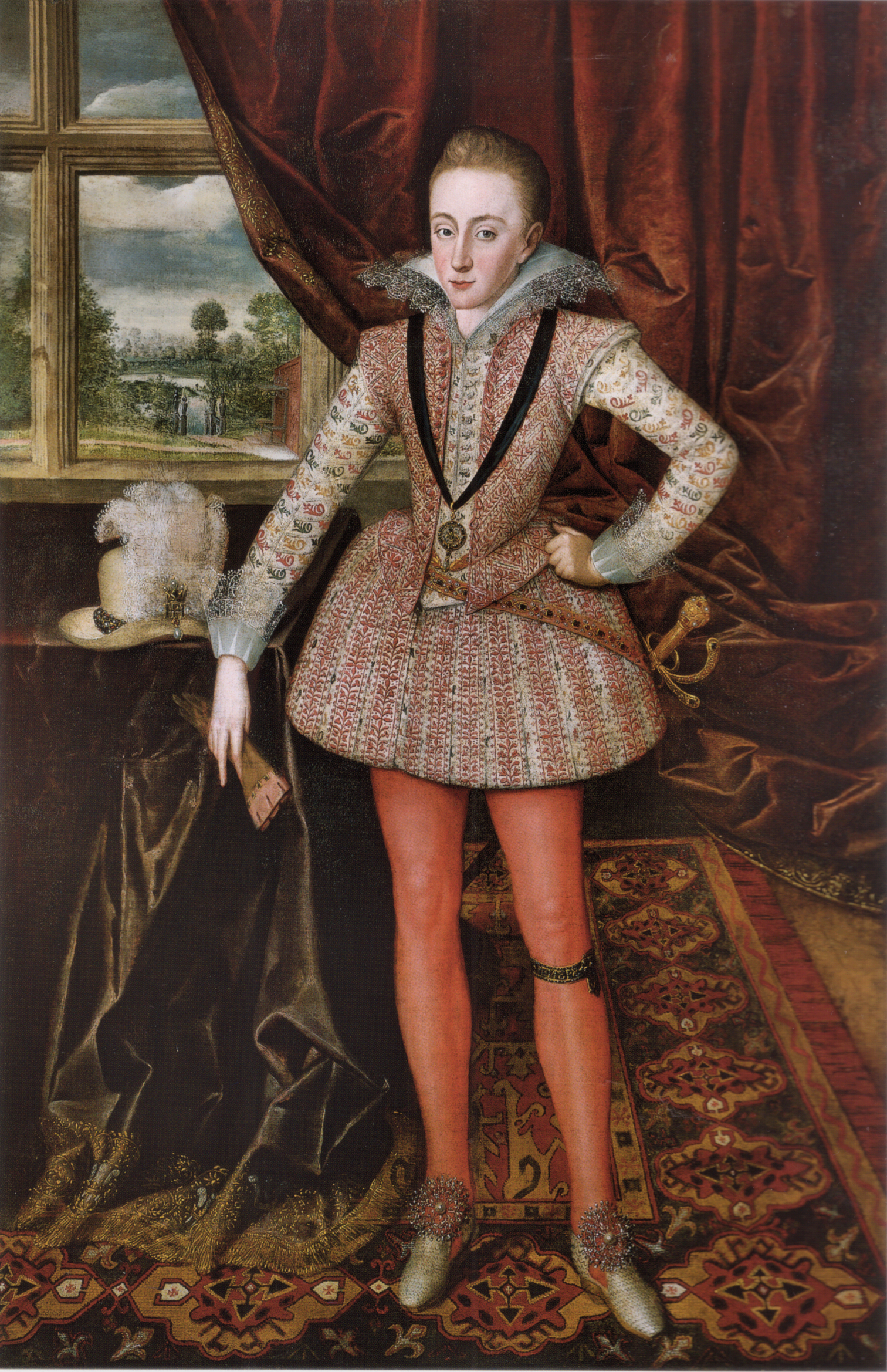
Henry Frederick, Prince of Wales توسط Robert Peake the Elder, 1610.

هنر و صنایع دستی است که از الیاف گیاهی، حیوان یا مصنوعی برای ساخت اشیاء مصرفی و تزئینی استفاده می‌شود.
از زمان آغاز تمدن، نساجی بخش مهمی و اساسی از زندگی بشر نیز بوده‌است. و روش‌ها و مواد مورد استفاده برای ساختن (به وجود آوردن) آن‌ها به شدت گسترش یافته‌است، در حالی که عملکرد پارچه‌ها باقی مانده‌است
تاریخچهٔ هنرهای نساجی نیز تاریخچهٔ تجارت بین‌المللی نیز است. رنگ ارغوانی یک مزیت مهم تجاری در مدیترانهٔ باستان بود. جادهٔ ابریشم چین را به هند، آفریقا و اروپا آورده است. سلیقه برای استفاده از پارچه‌های لوکس وارداتی به قانون تعدیل هزینه در طول قرون وسطا و رنسانس منجر شد. 
انقلاب صنعتی، انقلابی از تکنولوژی نساجی بود. جین پنبه (پنبه پاک کنی)، ماشین ریسندگی jenny که قدرت تولید مکانیزه شدن صنعت نساجی باعث به وجود آمدن شورشLuddite نیز گردید.

## مفاهیم

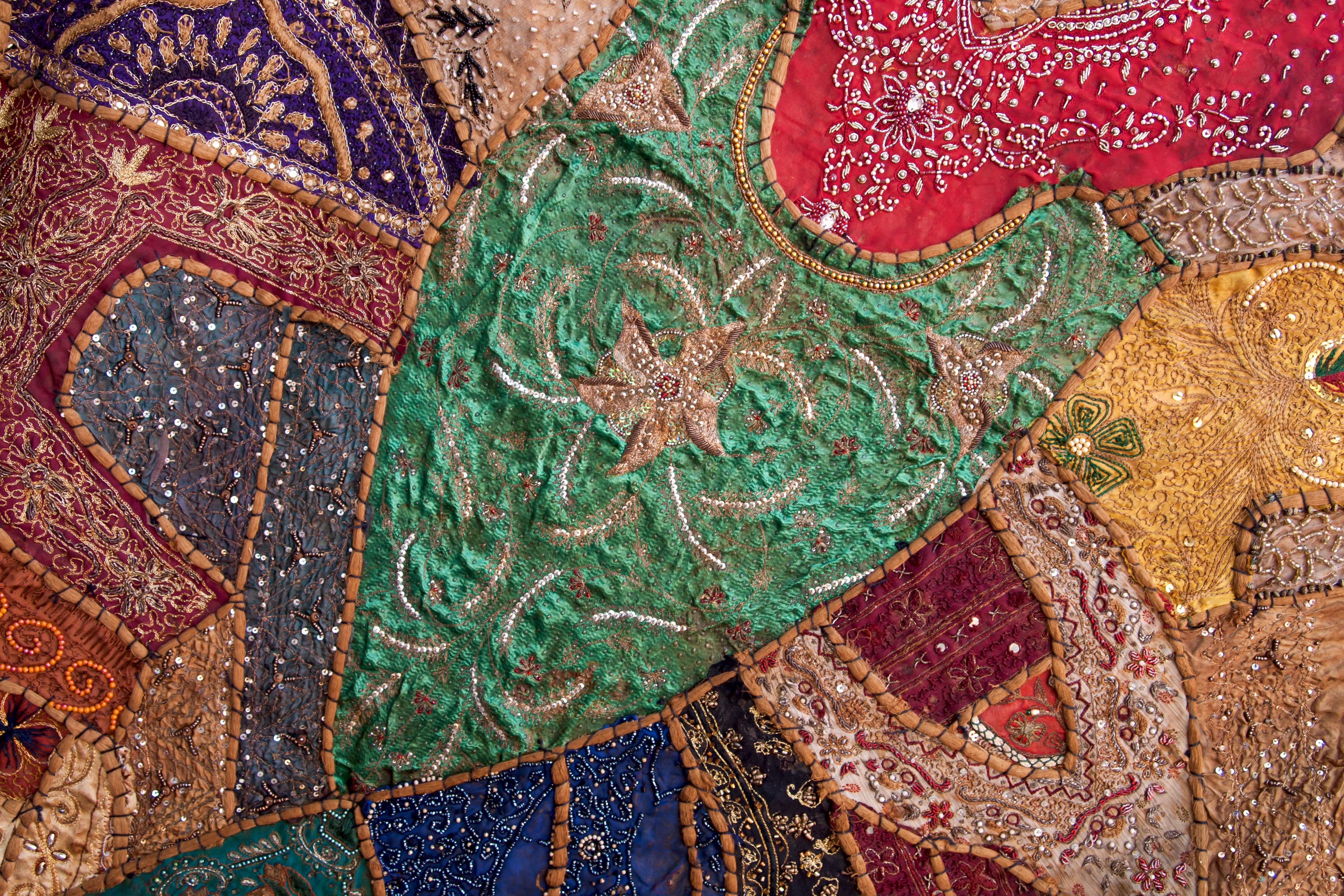
آثار هنری پارچه رنگارنگ، الگوهای زینتی روی پارچه. شهر یهودی در کوچین قدیمی. کوچی، کرالا، هند.

لغت نساجی  (Textile) از یک لغت لاتین (texere) آمده‌است به معنی "بافتن"، "بریدن"، "ساختن" است.
ساده‌ترین هنر نساجی احساس کردن است که در الیاف حیوانی با استفاده از اغلب حرارت محسوس و رطوبت است که با هم ترکیب شده‌است.
در ابتدایی ترین هنرهای نساجی با تابیدن یا ریسندگی و بازی با الیاف برای تولید نخ، وقتی نخ با صورت‌های مختلف بافت: بافت حلقوی و بافت تاری و پودی شروع می‌شود که یک پارچهٔ قابل انعطاف را به وجود می‌آورد که این پارچه می‌تواند به صورت لباس و یا از آن برای مبلمان نرم استفاده کرد.
تمامی این موارد در نخ و پارچه‌ای که به اتمام رسیده احساس می‌شود. که به صورت کلی به منسوجات اشاره می‌شود.
هنرهای نساجی همچنین شامل یکسری تکنیک‌هایی است که برای زینت دادن و یا تزئین پارچه‌ها استفاده می‌شود. که از جمله رنگرزی و چاپ برای اضافه کردن رنگ و الگو و دیگر انواع توردوزی، گلدوزی نیز می‌باشد و همچنین روش‌های درست کردن آن‌ها شامل:دوختن، بافت حلقوی، قلاب دوزی و خیاطی و همچنین ابزارهای مورد استفاده (بافندگی و سوزن دوخت) و تکنیک‌های مورد استفاده ( چین دادن، لحاف دوختن) و اشیاء به دست آمده: ( فرش، قالیچه، پتو) که تمام آن‌ها زیر شاخه‌های هنرهای نساجی نیز می‌باشد.

## توابع
از زمان‌های اولیهٔ منسوجات برای پوشش بدن انسان و محافظت از عناصر استفاده شده‌است و همچنین برای ارسال نشانه‌های اجتماعی به دیگران، برای ذخیره کردن، حفاظت و حفظ اموال و برای تسکین عایق‌سازی و تزئین فضاها و سطوح زندگی نیز استفاده شده‌است.
استقرار هنر نساجی باستان و تفصیل آن‌ها برای اثر تزئینی می‌توان در دوران ژاکوبن پرتره از هنری فردیک شاهزادهٔ ولز توسط رابرت پیک سالارد دیده شود. کلاه شاهزاده حس می‌شود که از یک ابتدایی‌ترین تکنیک نساجی ساخته شده‌است. لباس آن از پارچه‌ای بافته شده‌است که در آن  از ابریشم دوزی به صورت فراوان استفاده شده‌است و جوراب‌های آن به صورت بافت حلقوی نیز می‌باشد. و او بر روی یک فرشی از مشرق زمین از پشم که کف را نرم و گرم می‌کند ایستاده است و پرده‌های سنگین هر دو اتاق را مانع نفوذ سرما از پنجره‌ها می‌شود و همچنین گلدوزی طلا در روی سفره و پرده اعلام وضعیت مالک صاحبخانه را دارد که به همان شیوه‌ای است که کلاه خز، با پیراهن کتان پر زرق و برق به روی لباسهای شاهزاده از موضع اجتماعی او حکایت   می‌کند. 
پارچه به عنوان هنر به‌طور سنتی، هنر : اصطلاحی برای اشاره به هر مهارت یا تسلط مفهومی است که در طول دوران رمانتیک قرن نوزده تغییر کرده‌است. زمانی  که هنر به دانش خاصی از ذهن انسان شناخته شد که با دین و علم طبقه‌بندی می شد. این تفاوت بین صنایع دستی و هنر نیز به هنرهای نساجی اعمال می‌شود. در حالی که اصطلاح هنر، الیاف یا هنر نساجی در حال حاضر برای توصیف اشیاء تزئینی بر اساس نساجی استفاده می‌شود که برای کاربرد عملی نیست.

## نگارخانه

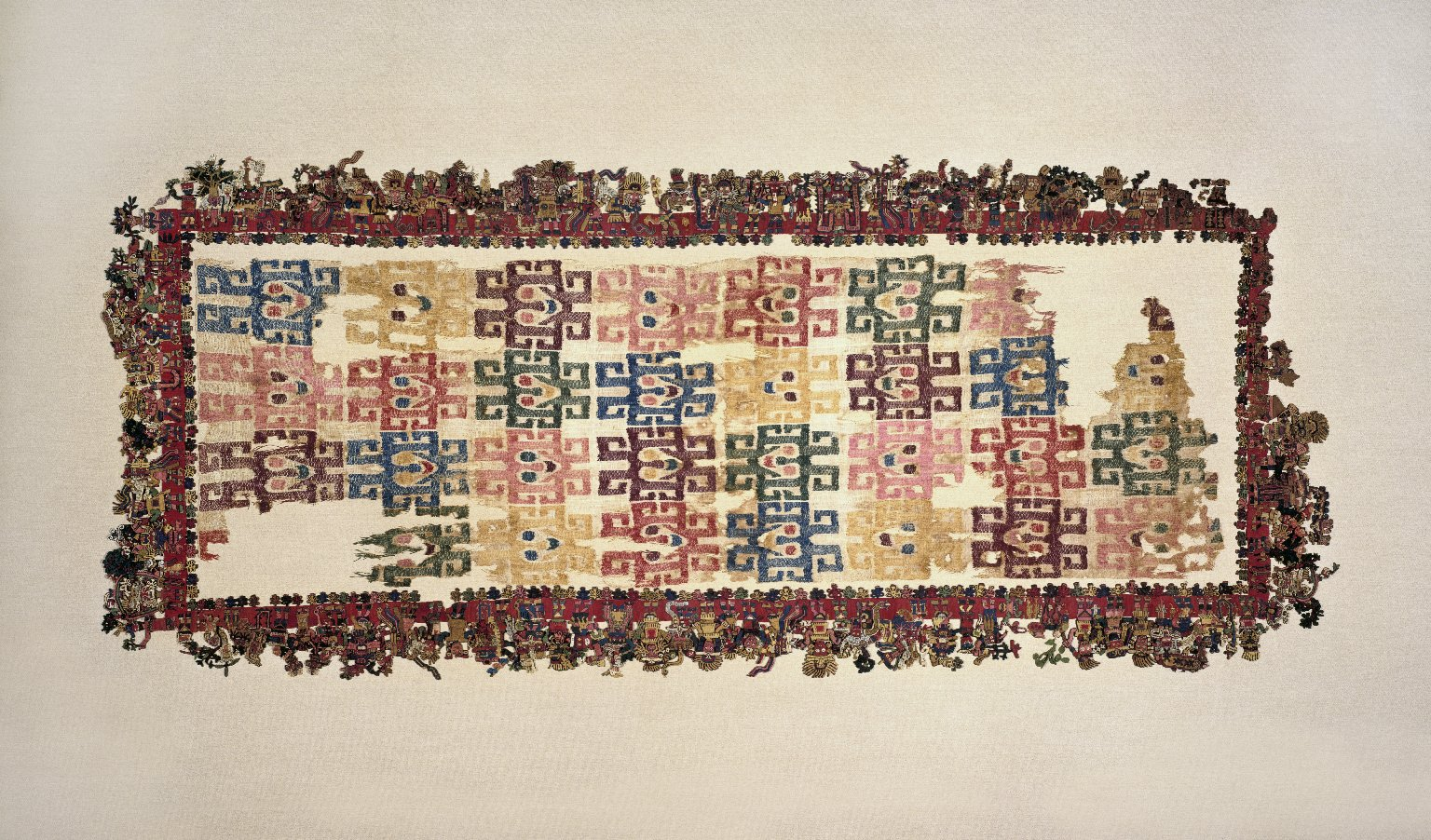

## واژگان
1. ↑  Synthetic fiber
2. ↑  Silk Road